# Oê (digramme)
Cette page contient des caractères spéciaux ou non latins. S’ils s’affichent mal (▯, ?, etc.), consultez la page d’aide Unicode.
Oê (minuscule oê) est un digramme de l'alphabet latin composé d'un O et d'un E accent circonflexe (Ê).

## Linguistique
- En français, le digramme « oê » représente le son [wa] dans de rares mots comme poêle.

## Représentation informatique
À la différence d'autres digrammes, il n'existe aucun encodage du Oê sous la forme d'un seul signe. Il est toujours réalisé en accolant les lettres O et Ê,.